# Павле Корчагин
Павле Корчагин (рус. Па́вел Корча́гин) је главни лик романа Како се калио челик совјетског књижевника Николаја Островског из 1936. године.
Због велике популарности романа Како се калио челик лик Павла Корчагина био је узор многим младима у Југославији током 1930-их и 1940-их година. Због велике популарности многи младићи његово су презиме Корчагин узимали како свој надимак. Двојица народних хероја Југославије имала су тај надимак — Раде Јовчевски Корчагин и Велизар Станковић Веца Корчагин, као и многи ратници и ратни команданти тог времена као што је и Никола Милекић Корчагин.
У Србији данас посотоји Удружење за неговање традиција добровољног омладинског рада, које носи његово име, а у Београду је 2001. године отворена веома популарна кафана „Павле Корчагин”.